# Afusellament dels vuit estudiants de Medicina el 27 de novembre de 1871 a l'Havana
L'Afusellament dels vuit estudiants de Medicina el 27 de novembre de 1871 a l'Havana va ocòrrer quan l'exèrcit espanyol va afusellar a vuit estudiants de la Universitat de l'Havana, acusats de profanar tres dies abans la tomba del periodista espanyol Gonzalo Castañón. Les edats dels estudiants afusellats estaven entre els 16 i 21 anys. Entre els detinguts en aquest procés va estar Fermín Valdés Domínguez, amic i company de lluita de José Martí, que va ser condemnat a 6 anys de presó.